# Escultura de Xiuhcoatl

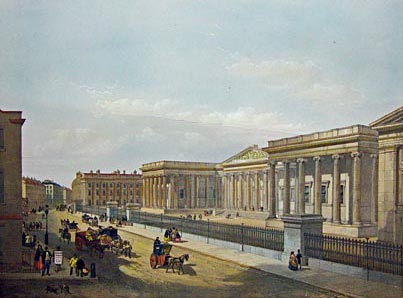
El Museo Británico en el año 1852.

La escultura de Xiuhcoatl fue elaborada por la cultura Azteca/Mexica entre los años 1325-1521, que fueron un pueblo indígena de filiación nahua que fundó México-Tenochtitlan y hacia el siglo XV en el periodo Posclásico tardío se convirtió en el centro de uno de los Estados más extensos que conoció Mesoamérica. 

## Historia
La escultura representa a Xiuhcóatl, serpiente de fuego, serpiente brillante, serpiente solar. Es el arma más poderosa de los dioses mexicas empuñada por el dios de la guerra Huitzilopochtli con la cual mató a 400 de sus hermanos con suma facilidad. Mítica serpiente de fuego; se puede ver la representación de dos de estas criaturas en la Piedra del Sol.
Se cree que la figura podría ser un ornamento decorativo que formaba parte de algún edificio de la antigua ciudad mexica de Texcoco.

## Características
- Altura: 77 centímetros.
- Ancho: 60 centímetros.
- Material: piedra.

## Conservación
La pieza se encuentra expuesta de forma permanente en el Museo Británico de Londres con el número de inventario AOA 1825.12-10.1, procedente de la Colección Bullock.